# Pridoli
Pridoli (cyr. Придоли) – wieś w Serbii, w okręgu zlatiborskim, w gminie Bajina Bašta. W 2011 roku liczyła 287 mieszkańców.